# Jelenče
Jelenče so naselje v Občini Pesnica.